# Fabrizio Calvi
Fabrizio Calvi, pseudonimo di Jean-Claude Zagdoun (Alessandria d'Egitto, 27 maggio 1954 – Aubonne, 23 ottobre 2021), è stato un giornalista e saggista francese.

## Biografia
Fabrizio Calvi contribuisce alla nascita del quotidiano francese Libération presso il quale si occupa di politica estera. Successivamente inizia a scrivere, considerate le sue origini italiane, di gruppi terroristici in Italia e di Cosa Nostra siciliana. Si occupa anche di terrorismo islamico e del traffico di uranio impoverito proveniente dalla Namibia.
È inoltre autore di importanti inchieste sui servizi segreti e sulla mafia. La rivista L'Espresso ha pubblicato negli anni 1990 la trascrizione di una celebre intervista al giudice Paolo Borsellino, rilasciata due giorni prima dell'attentato a Giovanni Falcone e meno di due mesi prima rispetto al suo omicidio.
Nel 1994 Mondadori pubblicò un suo saggio sulla mafia, L'Europa dei padrini, nel quale si racconta anche delle inchieste svolte nel 1984 dalla Criminalpol sui "legami dell'entourage di Silvio Berlusconi con il boss Vittorio Mangano". La Mondadori, in fase di traduzione in italiano, censurò tutti i riferimenti all'imprenditore e al suo fattore di Arcore.
Morì tramite suicidio assistito all'età di 67 anni il 23 ottobre 2021 ad Aubonne, in Svizzera. In un post pubblicato sul suo account Facebook, dichiarò di aver deciso di togliersi la vita poiché alle prese con una malattia terminale.

## Opere principali
- L'Europa dei padrini, 1993
- Piazza Fontana, 1997
- I nazisti che hanno vinto, 2007
- La vita quotidiana della mafia dal 1950 ai nostri giorni, 1986 (titolo originale: La vie quotidienne de la mafia de 1950 à nos jours. - | Calvi, Fabrizio ISBN 88-17-16595-6)